# The Double Crossky
The Double Crossky è un cortometraggio del 1936 diretto da Joseph Henabery.

## Produzione
Il film fu prodotto dalla The Vitaphone Corporation e dalla Warner Bros. Pictures.

## Distribuzione
Distribuito dalla Warner Bros. Pictures, uscì in sala il 18 aprile 1936.